# Kleine Schwestern der Assumptio
Die Kleinen Schwestern der Assumptio (auch: Kleine Schwestern von der Himmelfahrt, französisch: Petites Soeurs de l’Assomption, spanisch: Hermanitas de la Asunción, englisch: Little sisters of the Assumption, portugiesisch: Irmãzinhas da Assunção, italienisch: Piccole suore dell’Assunzione) sind eine von Étienne Pernet und Antoinette Fage 1865 in Paris gegründete Frauenkongregation, die sich weltweit in den Dienst unentgeltlicher, meist häuslicher, Krankenpflege stellt. Ordenskürzel: P.S.A.

## Geschichte
Die Kleinen Schwestern von der Himmelfahrt Mariens entstanden 1865 in Paris durch das Zusammenwirken des Assumptionisten Étienne Pernet und der Dominikanerin des Dritten Ordens Antoinette Fage. Sie waren sich 1864, beide vierzigjährig, zum ersten Mal begegnet und sollten bis zum Tod von Antoinette zwanzig Jahre lang eine innige geschwisterlich-geistliche Beziehung nähren. Beide hatten schon reichlich Erfahrung mit dem Elend vieler Arbeiterfamilien im damaligen Paris und gründeten deshalb gemeinsam in der Rue Saint Dominique Nr. 233 (ab 1870 Rue Violet Nr. 57) eine Schwesterngemeinschaft, die mit acht Mitgliedern in äußerster eigener Armut die häusliche Pflege der Armen in Angriff nahm. Das Grundprinzip lautete: Hilfe den Armen in eigener Armut. Vorläufer waren die Kongregation der Kleinen Schwestern der Armen von Jeanne Jugan und die Barmherzigen Schwestern von Rosalie Rendu.
Die Gemeinschaft, die sich in der Zeit des Deutsch-Französischen Krieges und der Pariser Kommune bewährte, wurde 1873 offiziell in den Assumptionistenorden eingegliedert, trug ab 1874 einen Ordenshabit und wurde 1875 durch die Diözese offiziell anerkannt. Es kam zu zahlreichen Tochtergründungen in Frankreich und darüber hinaus in England, Irland und in den Vereinigten Staaten. 1896 zählten die Kleinen Schwestern von der Assumptio bereits vierhundert Mitglieder. 1897 wurde sie vom Heiligen Stuhl offiziell approbiert, 1901 desgleichen ihre Statuten. Heute wirken knapp 600 Schwestern in vielen Teilen der Welt (nicht aber im deutschsprachigen Raum). Die Seligsprechungsprozesse beider Gründer sind eingeleitet.

### Generaloberinnen
- 1865–1883: Marie de Jésus, Antoinette Fage (1824–1883)
- 1883–1922: Marie du Saint-Sacrement, Eugénie Jacobs (1853–1922)
- 1922–1946: Marie-Germaine de Jésus, Catherine Friedel (1867–1950)
- 1946–1968: Marie Sainte-Élisabeth, Élisabeth Barbe (1890–1979)
- 1968–1981: Marie-Madeleine Godelieve, Marie-Madeleine Termont (1920–2009)
- 1981–1987: Maria Teresa de l’Eucharistie, Shirley Dick (1929–2012)
- 1987–1999: Céline Heon (* 1935)
- 1999–2011: Mercedes Martinez (* 1942)
- 2011–2022: Marie-Françoise Phelippeau